# Sigmund Lamberg
Sigmund Lamberg (zm. 8 czerwca 1488 w Lublanie) – pierwszy biskup ordynariusz katolickiej diecezji lublańskiej, sprawujący pontyfikat od 1463 roku.

## Życiorys

### Dzieciństwo i młodość
Nie znamy dokładnej daty jego narodzin. Wywodził się ze starego karyncko-kraińskiego rodu rycerskiego Lambergów. Był szóstym z ośmiorga dzieci Georga von Lamberga, pana na Gutnebergu koło Tarvisio.
Od młodości przeznaczony był do stanu duchownego. W 1444 roku objął probostwo w St. Martin (Šmartin), w pobliżu miejscowości Kranj. Utrzymywał się z dwóch beneficjów. Należały do nich dobra parafii św. Michała w Pliberku oraz kanonikat we Freising. W latach 1446–1449 studiował teologię we Włoszech.

### Na dworze wiedeńskim
Jego rodzina posiadała dobre kontakty z dworem cesarskim w Wiedniu, co zaowocowało tym, że po powrocie z Włoch objął funkcję kapelana i spowiednika cesarza Fryderyka III Habsburga. Na tamtejszym dworze poznał m.in. Aeneasa Sylviusa Piccolominiego, późniejszego papieża Piusa II.

### Biskup lublański
W 1461 roku cesarz Fryderyk III w porozumieniu z papieżem Piusem II utworzył diecezję lublańską, a na jej pierwszego biskupa powołał Sigismunda von Lamberga. Do nowego biskupstwa przyłączono także klasztor benedyktynów w Gornji Gradzie. Włączenie tego klasztoru pod jurysdykcję biskupa von Lamberga spowodowało ostry opór mnichów, którego efektem był opóźniony ingres Sigismunda do nowej diecezji, który miał miejsce dopiero dwa lata później w 1463 roku. Konflikt został zażegnany po zapłaceniu benedyktynom 120 dukatów i zapewnieniu dotychczasowych przywilejów.
W związku z wyludnieniem klasztoru benedyktynów, małą liczbą nowych powołań w obliczu rosnącego zagrożenia tureckiego w 1473 roku został on przekształcony w diecezjalne kolegium za zgodą papieża Sykstusa IV, którego celem miała być także walka z postępującą sekularyzacją wśród duchownych.
Biskupowi udało się także bez większych trudności załatwić sprawę związaną z roszczącym sobie prawa do jurysdykcji nad biskupstwem patriarchatem akwilejskim.
Wiele miejsca poświęcił także obronie swojej diecezji przed Turkami, którzy w 1469 roku spalili lublańską katedrę, a trzy lata później Górny Zamek, zdecydowanie opowiadając się za obroną przed zagrożeniem ze strony muzułmanów i wspierając odbudowę zniszczonych świątyń.
Pierwszy biskup lublański należał do zwolenników reform Kościoła katolickiego w duchu soboru bazylejskiego. Zmarł w 1488 roku, został pochowany w Lublanie.